# Scanair
Scanair war eine in Stockholm ansässige skandinavische Charterfluggesellschaft und ein Tochterunternehmen der Linienfluggesellschaft SAS Scandinavian Airlines. Sie hat ihren Betrieb zum Jahresende 1993 eingestellt.

## Gründung als dänische Gesellschaft

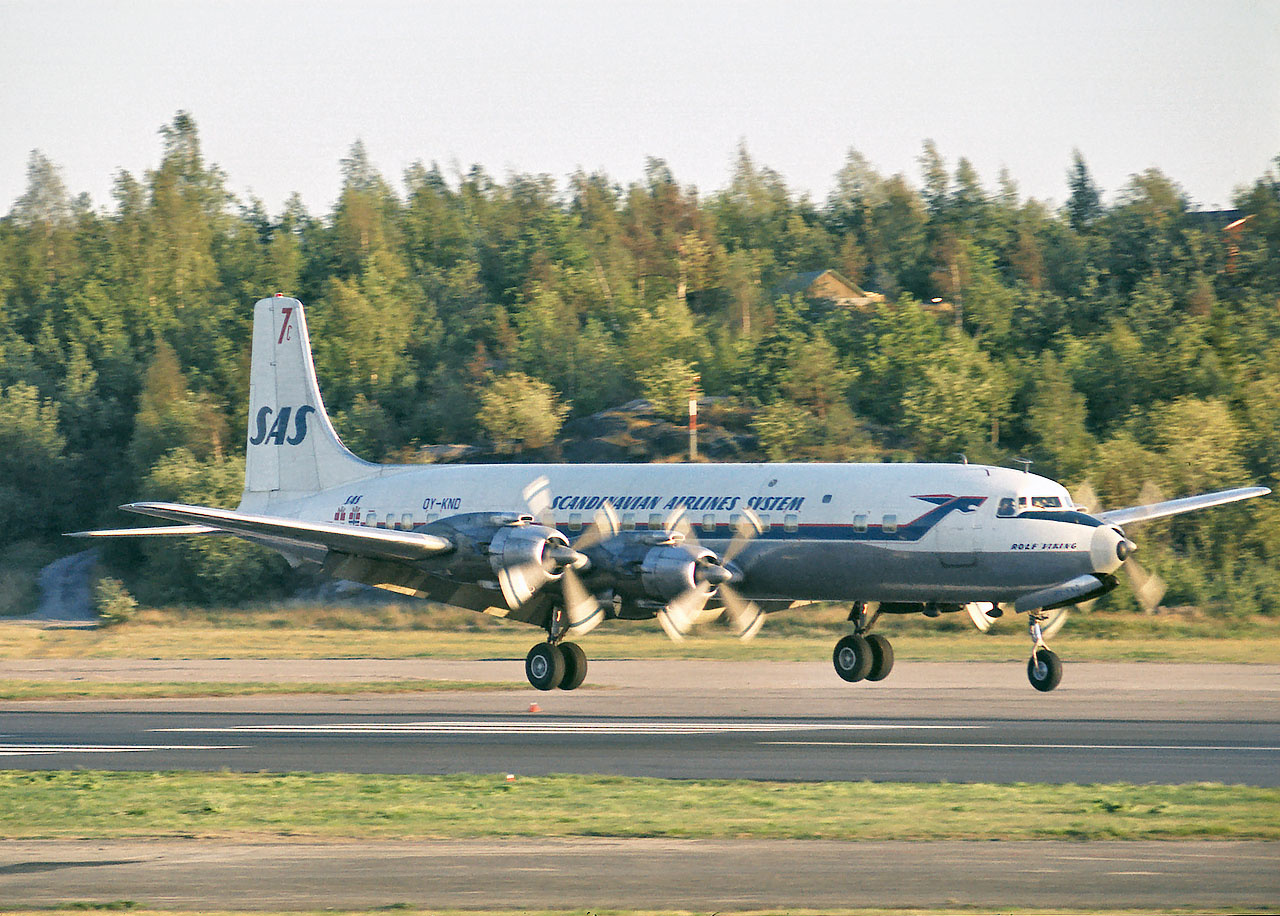
Alle Douglas DC-7 der Scanair wurden in den Farben der SAS betrieben

Scanair wurde am 30. Juni 1961 in Kopenhagen als dänische Tochtergesellschaft der Scandinavian Airlines System (SAS) gegründet, die als Mitglied der IATA selbst keine IT-Charterflüge durchführen durfte. Das multinationale Staatsunternehmen SAS besaß zunächst eine nur 45%ige Beteiligung an der Scanair. Die übrigen Anteile wurden von der dänischen Reederei Det Østasiatiske Kompagni, der norwegischen Reederei Fearnley & Eger (Skibs Marina) und der schwedischen Svenska Aeroplan Aktiebolaget  (SAAB) gehalten.
Die ursprüngliche Flotte der Gesellschaft bestand aus zwei langfristig von der SAS geleasten Douglas DC-7, mit denen am 4. September 1961 die Betriebsaufnahme erfolgte. Der erste Flug führte von Kopenhagen nach Athen. Beide Flugzeuge, wie alle anderen bis Herbst 1967 eingesetzten Maschinen, nutzte das Unternehmen in den Farben der SAS, so dass die Fluggesellschaft Scanair erst sechs Jahre nach ihrer Gründung im Außenauftritt in Erscheinung trat. Bei Bedarf wurden weitere Maschinen des Mutterunternehmens kurzzeitig angemietet, darunter auch Strahlflugzeuge des Typs Douglas DC-8, welche erstmals am 11. Februar 1962 auf einem Flug von Kopenhagen nach Palma de Mallorca zum Einsatz kamen. Ab 1962 wurde regelmäßig eine zusätzliche Sud Aviation Caravelle in den Sommermonaten betrieben. Scanair führte zunächst ausschließlich von dänischen Flughäfen ausgehende IT-Charterflüge in den Mittelmeerraum und zu den Kanarischen Inseln durch. Im ersten Geschäftsjahr beförderte das Unternehmen 70.000 Passagiere.
Scanair stellte im Jahr 1963 zwei weitere Douglas DC-7 in Dienst und betrieb unter anderem eine gemietete Convair CV-990 der SAS auf Ad-hoc-Charterflügen nach Asien und Afrika. Die zuvor von SAS aufgekaufte Fluggesellschaft Nordair wurde am 1. November 1964 liquidiert, wodurch sich Scanair zusätzliche Anteile auf dem dänischen Chartermarkt sichern konnte. Im Geschäftsjahr 1964/65 beförderte das Unternehmen 186.000 Fluggäste.

## Übernahme durch Scandinavian Airlines System

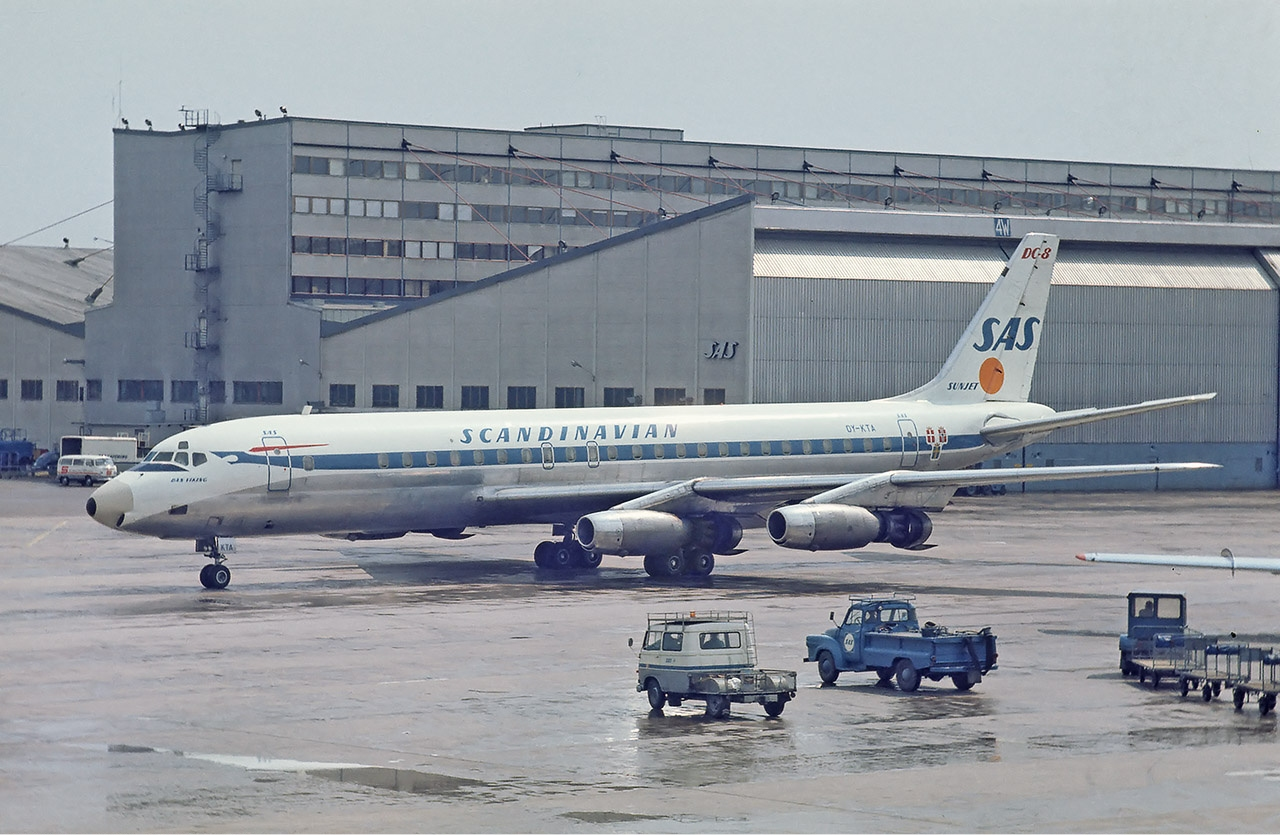
Im Herbst 1967 ersetzte Scanair ihre vier Douglas DC-7 durch drei Douglas DC-8-33

Die staatlichen Muttergesellschaften des skandinavischen SAS-Konsortiums erwarben am 1. Oktober 1965 die 55%ige Beteiligung, die bis dahin von den drei privaten Anteilseignern gehalten wurde. Durch die geänderten Besitzverhältnisse wurde Scanair zu einem reinen Staatsunternehmen und erhielt somit das Recht, von Schweden und Norwegen ausgehende Charterdienste aufzunehmen. Hierzu eröffnete die Gesellschaft Vertretungen auf den Flughäfen Oslo-Fornebu und Stockholm/Bromma. Die staatliche Übernahme wurde zum 1. Juli 1966 wirksam.
Im Herbst 1966 konnte Scanair den schwedischen Reiseveranstalter Vingresor als Kunden gewinnen, für den sie in der folgenden Urlaubssaison 38.000 Passagiere beförderte. Weil die Kapazitäten ihrer vier Douglas DC-7 hierfür nicht ausreichten, mietete die Gesellschaft zusätzliche Maschinen der Typen Caravelle und Douglas DC-9. Dem Staatsunternehmen SAS wurde mehrfach vorgeworfen, ihrer Chartertochter bei den Vermietungen Sonderkonditionen zu gewähren, so dass sie günstiger am Markt agieren konnte als die privaten Mitbewerber. Im Geschäftsjahr 1966/67 wurden rund 261.000 Passagiere transportiert, was einer Zunahme von 40 Prozent im Vergleich zum Vorjahr entsprach. Die meisten Flüge erfolgten nach Spanien und Italien. 
Am 23. Oktober 1967 musterte Scanair die letzte Douglas DC-7 aus und übernahm parallel dazu drei Douglas DC-8-33 von ihrer Muttergesellschaft. Diese mit 167 Sitzplätzen ausgestatteten Maschinen trugen erstmals ein kleines Scanair-Logo auf dem Seitenleitwerk, waren aber ansonsten in SAS-Farben lackiert. Zudem setzte Transair Sweden ab dem 1. Oktober 1968 drei Boeing 727-100 im langfristigen Wetlease für das Unternehmen ein, mit denen insbesondere die kleineren Flughäfen in Schweden abgedeckt wurden.

## Entwicklung in den 1970er- und 1980er-Jahren

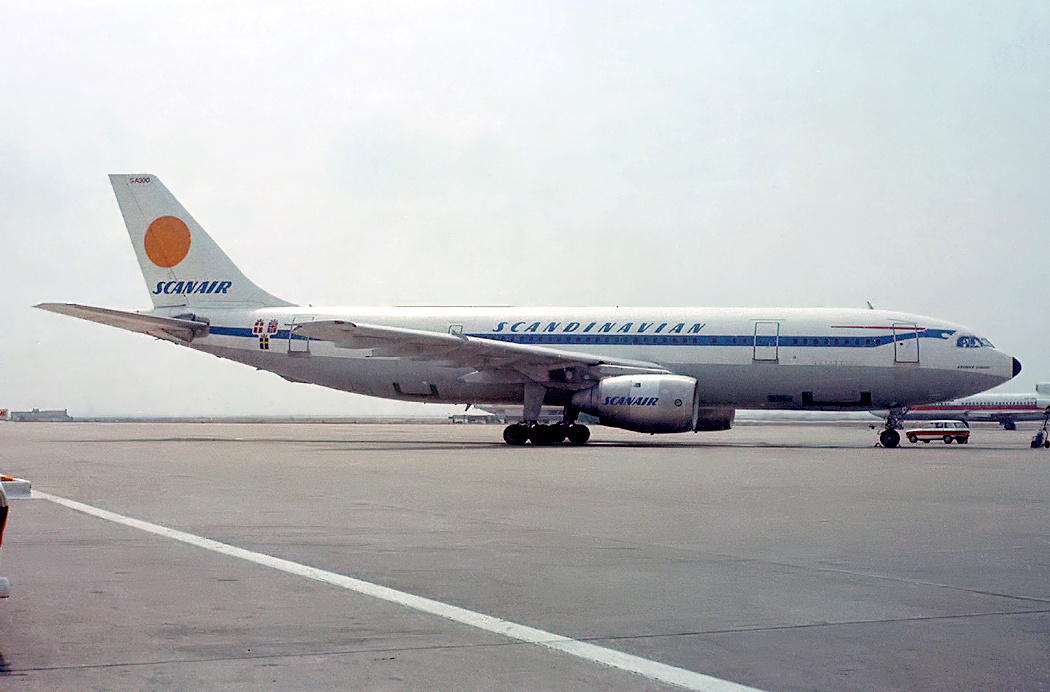
Scanair stellte 1983 drei Großraumflugzeuge des Typs Airbus A300 in Dienst

Scanair verlegte im Jahr 1970 den Firmensitz von Kopenhagen nach Stockholm. Anfang 1971 beteiligte sich das Unternehmen an dem schwedischen Urlaubsanbieter Vingresor, um diesen langfristig an sich zu binden. Die Gesellschaft stellte im selben Jahr leistungsfähigere Douglas DC-8-55 in Dienst und nutzte an Wochenenden Großraumflugzeuge des Typs Boeing 747 auf Flügen zu den Kanarischen Inseln. Regelmäßige Charterdienste von Kopenhagen nach Colombo (Sri Lanka) sowie von Stockholm nach Banjul (Gambia) wurden ab 1973 aufgenommen. Während die Passagierzahlen auf dem dänischen Markt wegen der Konkurrenz durch die Conair und Sterling Airways in den frühen 1970er-Jahren stagnierten, konnte die Gesellschaft ihre Beförderungsleistungen in Schweden stetig erhöhen. Im Geschäftsjahr 1972/73 gingen 65 % aller Flüge von Schweden aus (Dänemark: 26 %, Norwegen: 9 %), dabei beförderte das Unternehmen insgesamt 735.000 Fluggäste.
Als weitere Typen wurden kurzzeitig Fokker F28 der Linjeflyg (ab 1974) und McDonnell Douglas DC-10 der SAS (ab 1975) gemietet. Am 1. April 1976 übernahm Scanair ihre erste Douglas DC-8-62, die unter anderem auf Charterflügen nach Mexiko zum Einsatz kam. Das Unternehmen beförderte im Geschäftsjahr 1977/78 erstmals mehr als 1,2 Millionen Fluggäste. Ab 1980 sanken die jährlichen Passagierzahlen deutlich.
Nachdem die Transair Sweden im Herbst 1981 aufgelöst worden war und deren vier Boeing 727 nicht mehr zur Verfügung standen, nutzte Scanair saisonal gemietete Douglas DC-9 sowie ab 1986 McDonnell Douglas MD-80 auf schwächer frequentierten Strecken. Zudem deckten diese Flugzeuge die Routen zu einigen griechischen Inseln ab, deren Landebahnen zu kurz für die Douglas DC-8 waren.

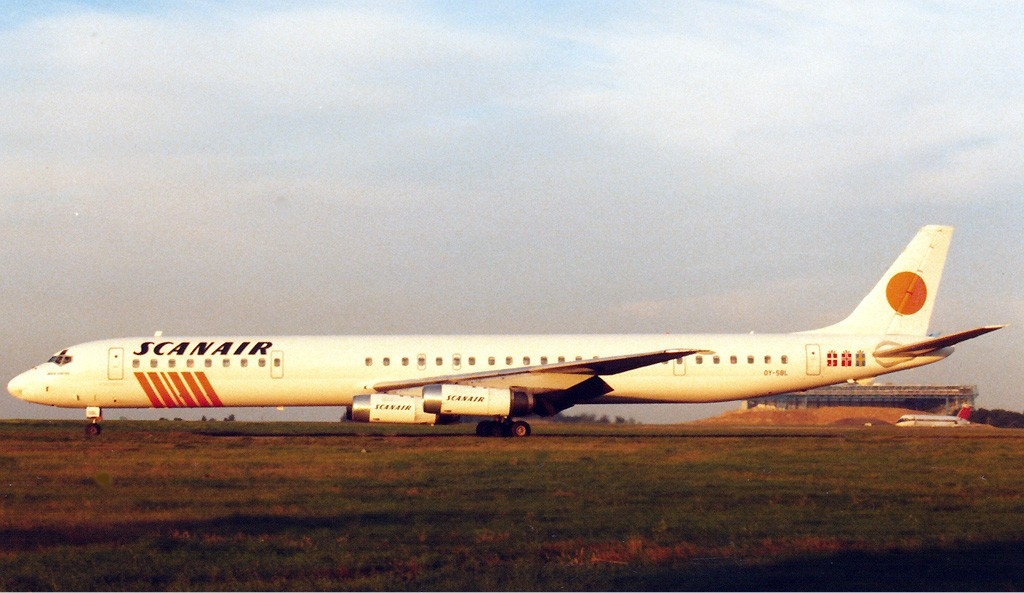
Eine mit 254 Plätzen ausgestattete Douglas DC-8-63 in der 1983 eingeführten Bemalung

Im Frühjahr 1983 leaste Scanair langfristig drei Maschinen des Typs Airbus A300 von der SAS, die Platz für 294 Fluggäste boten. Zu dieser Zeit besaß die Gesellschaft einen 30%igen Anteil auf dem skandinavischen Chartermarkt (48 % in Schweden, 27 % in Dänemark, 25 % in Norwegen). Das Unternehmen stellte im Sommer 1983 ein neues Corporate Identity vor. Die ersten Flugzeuge wurden im Dezember 1983 in dieser Farbgebung lackiert.
Im Jahr 1988 erwarb die Gesellschaft sechs McDonnell Douglas DC-10-10, um die Douglas DC-8 abzulösen. Deren erster Flugeinsatz erfolgte am 1. Dezember 1988 von Stockholm nach Teneriffa. Gleichzeitig führte das Unternehmen unter dem Namen Sun Class eine zweite komfortablere Beförderungsklasse ein. Die Betriebseinführung der mit 374 Plätzen ausgerüsteten Maschinen gestaltete sich schwierig. Aufgrund von fehlenden Ersatzteilen kam es mehrfach zu Flugausfällen. Infolgedessen mussten die zur Ausmusterung anstehenden Douglas DC-8 als Ersatzmaschinen bereitgehalten werden. Weil diese im Gegensatz zur DC-10 nur über 254 Sitzplätze verfügten, konnte Scanair zunächst nur eine reduzierte Ticketzahl verkaufen und die Kapazitäten der neuen Großraumflugzeuge nicht voll ausschöpfen. Nachdem die Probleme im Frühjahr 1989 behoben waren, wurden die DC-8 veräußert. Das Unternehmen beförderte im Geschäftsjahr 1988/89 insgesamt 779.000 Passagiere. Dabei gingen 86 % der Flüge von Schweden aus (Stockholm 56 %, Göteborg 20 %, Malmö 10 %). Der restliche Verkehr verteilte sich auf Oslo (12 %) und Kopenhagen (2 %). Die technische Basis in Kopenhagen wurde im selben Jahr geschlossen.

## Einstellung des Flugbetriebs

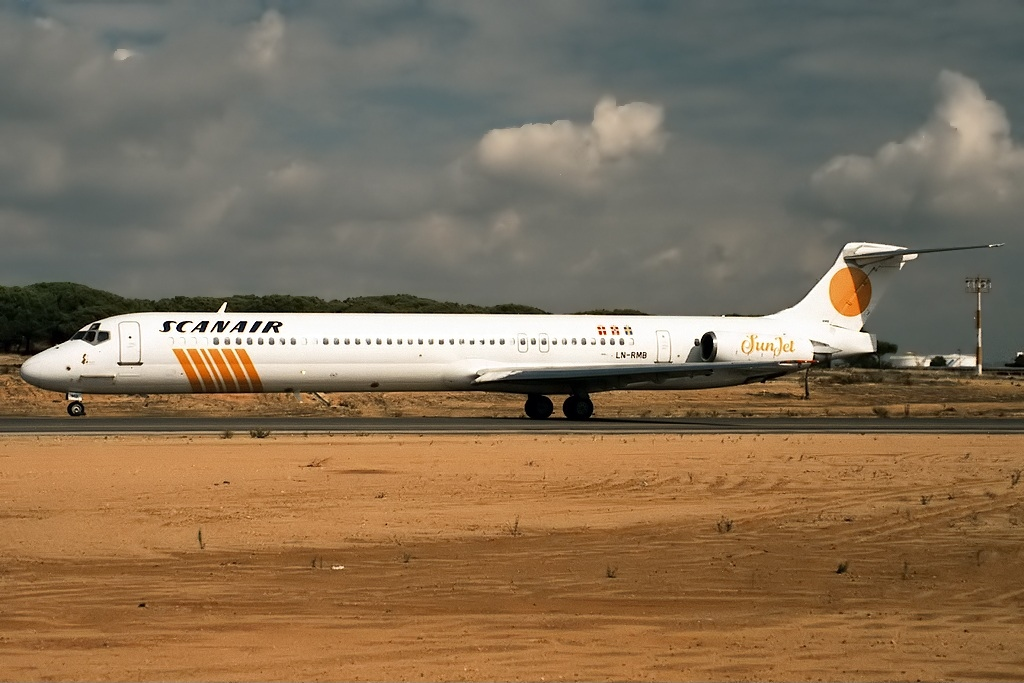
Scanair setzte ab 1991 McDonnell Douglas MD-83 in eigenen Farben ein

Die Auswirkungen des Zweiten Golfkriegs führten ab Herbst 1990 zu starken Einbrüchen im Urlaubsverkehr. Die Douglas DC-10 erwiesen sich nun auf einigen Strecken als zu groß und konnte auf diesen nicht mehr wirtschaftlich betrieben werden. Scanair setzte daraufhin ab 1991 je drei McDonnell Douglas MD-82 und MD-83 ein. Daneben mietete die Gesellschaft kurzzeitig Boeing 737-500 von Linjeflyg.
In den frühen 1990er-Jahren wurde für den skandinavischen Touristikmarkt nur noch ein begrenztes Wachstum prognostiziert, so dass ein stärkerer Wettbewerb unter den Anbietern zu erwarten war. Erschwerend kam hinzu, dass ab 1993 auch Gesellschaften aus anderen EU-Staaten aufgrund des geänderten Luftverkehrsrechts am skandinavischen Chartermarkt teilnehmen durften. Um einen Konkurrenzkampf zu vermeiden und sich besser zu positionieren, vereinbarten die dänische Spies Holding A/S (als Eigentümerin der Conair) und die SAS Leisure Group (als Eigentümerin der Scanair) am 15. September 1993 eine Kooperation, die zur Gründung der gemeinsamen Charterfluggesellschaft Premiair führte. Die Premiair nahm den Flugbetrieb am 1. Januar 1994 auf. Parallel dazu stellte Scanair den Betrieb zum Jahresende 1993 ein und trat ihre Maschinen an die neue Gesellschaft ab.

## Zwischenfälle

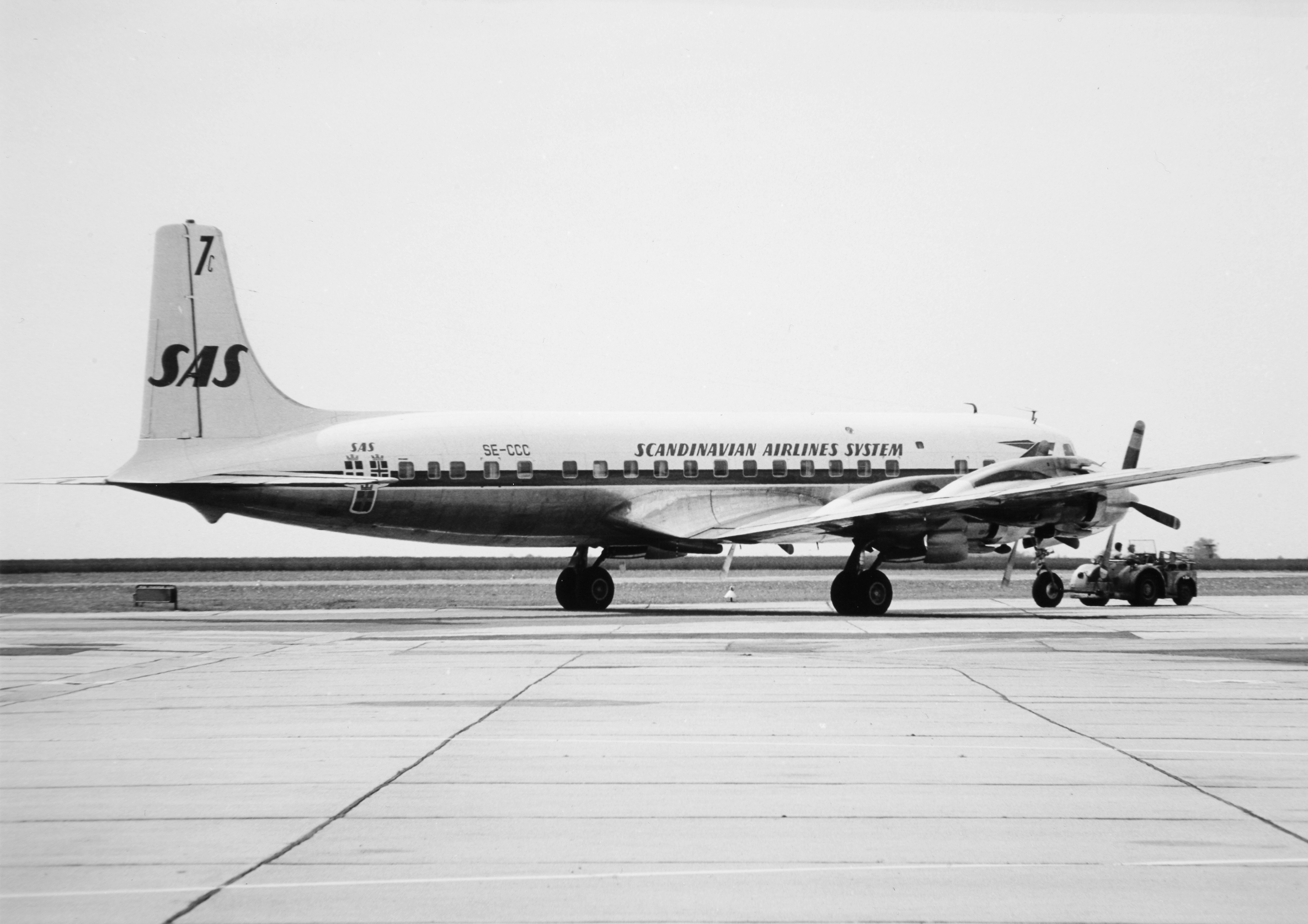
Die verunglückte Douglas DC-7, die Scanair von SAS geleast hatte

- Am 8. Februar 1965 verunglückte eine Douglas DC-7 (Luftfahrzeugkennzeichen SE-CCC) beim Start auf dem Flughafen Los Rodeos (Teneriffa). Das von SAS geleaste Flugzeug wurde als Totalverlust abgeschrieben. Alle 91 Insassen überlebten den Zwischenfall ohne schwerere Verletzungen.[22]

## Flotte
- Airbus A300B4 (betrieben von 1983 bis 1987)
- Boeing 727-100 (1968 bis 1981 von Transair Sweden geleast)
- Boeing 737-500 (kurzzeitig von Linjeflyg gemietet)
- Boeing 747-100 und 747-200 (kurzzeitig gemietet, 1982 und 1983 in eigenen Farben betrieben)
- Convair CV-990 (kurzzeitig gemietet)
- Douglas DC-7C (betrieben von 1961 bis 1967)
- Douglas DC-8-33, DC-8-55, DC-8-62, DC-8-63 (ab 1962 kurzzeitig gemietet, 1967 bis 1989 in eigenen Farben betrieben)
- Douglas DC-9-32 und DC-9-41 (saisonal gemietet)
- Fokker F28 (saisonal von Linjeflyg gemietet)
- McDonnell Douglas DC-10-10 und DC-10-30 (DC-10-30 kurzzeitig gemietet, DC-10-10 betrieben von 1988 bis 1993)
- McDonnell Douglas MD-82 und MD-83 (saisonal gemietet, 1991 bis 1993 in eigenen Farben betrieben)
- Sud Aviation Caravelle III (saisonal gemietet)[23][24]